# Leandro da Silva (Fußballspieler, 1988)
Leandro da Silva (* 22. September 1988 in Sorocaba) ist ein brasilianischer Fußballspieler. Der Rechtsfüßer spielt vorwiegend auf der rechten Abwehrseite.

## Karriere
Leandro startete seine Laufbahn in der Jugendmannschaft des AD São Caetano aus São Caetano do Sul. Von hier wechselte er 2008 zum CA Sorocaba. Dieser lieh den Spieler für die Saison 2011 an den FC Santos in die Série A. Leandro bestritt in der Meisterschaft sein erstes Spiel am 7. August 2011 gegen den Ceará SC. Er lief von Beginn an auf und erhielt in der 17. Minute eine gelbe Karte. Bereits in der 27. Minute wurde er gegen Diogo ausgewechselt. Am Ende der Saison endete auch das Leihgeschäft sowie der Vertrag mit Sorocaba.
2012 ging Leandro in die Série B zu Guaratinguetá Futebol. Zunächst lief er mit dem Klub in der Staatsmeisterschaft von São Paulo auf. Am 11. März 2012 erzielte er seinen ersten Ligatreffer. Im Spiel gegen den CA Bragantino traf er in der 11. Minute zur 1:0-Führung (Entstand 2:2). Seinen Einstand in der Série B gab er am 19. Mai 2012 gegen den Criciúma EC.
In das Jahr 2013 startete Leandro zunächst mit dem Ituano FC in der Staatsmeisterschaft von São Paulo. Zum Ligabetrieb wechselte er dann zum América Mineiro. Das Jahr 2014 war wieder mit einem Wechsel verbunden. Leandro ging zum Figueirense FC. Mit dem Klub spielte er zunächst in der Staatsmeisterschaft von Santa Catarina, um dann zum Ligabetrieb 2014 nach zwei Jahren Unterbrechung wieder in der Série A zu spielen. In der Saison 2015 gelang dem Spieler sein erstes Tor in der Liga. Gegen Corinthians São Paulo gelang ihm, bei der 1:3-Niederlage, in der 90. Minute der Ehrentreffer für seinen Klub. Ende der Série A 2016 musste Figueirense aus der Serie A absteigen und Leandro wechselte zur Saison 2017 zum Avaí FC. Dieser hatte in der Série B den zweiten Platz belegt und sich somit für die Série A 2017 qualifiziert. Als Tabellenachtzehnter musste Avaí am Ende der Saison wieder absteigen. Leandro blieb der Série A erhalten, indem er erneut den Klub wechselte. Zum Start in die Saison 2018 wurde er an den Ceará SC ausgeliehen. Zum Start der Meisterschaftsrunde 2018 erfolgte eine weitere Leihe an den Coritiba FC.
Im Dezember 2018 unterschrieb Leandro einen neuen Kontrakt über ein Jahr bei América Mineiro, für welchen er bereits 2013 in der Série B auflief. Im August 2020 wechselte da Silva zum EC Vitória. Mit dem Klub betritt er zehn Spiele (kein Tor) in der Série B 2020. Ende März 2021 wurde der Vertrag durch Vitória gekündigt. Seitdem tingelt da Silva durch unterklassige Vereine Brasiliens.

## Erfolge
Figueirense
- Staatsmeisterschaft von Santa Catarina: 2014, 2015

Ceará
- Staatsmeisterschaft von Ceará: 2018

Paysandu
- Copa Verde: 2022

## Auszeichnungen
- Auswahlmannschaft der Staatsmeisterschaft von Minas Gerais: 2019 mit América